# Siedlce (comune rurale)
Siedlce è un comune rurale polacco del distretto di Siedlce, nel voivodato della Masovia.
Ricopre una superficie di 141,54 km² e nel 2004 contava 15 622 abitanti.
Il capoluogo è Siedlce, che non fa parte del territorio ma costituisce un comune a sé.